# Aly Yirango
Aly Yirango (Bamako, 4 de janeiro de 1994) é um futebolista profissional malinês que atua como goleiro ou guarda-redes.

## Carreira
Aly Yirango representou o elenco da Seleção Malinesa de Futebol no Campeonato Africano das Nações de 2013.

## Títulos
Mali
- Campeonato Africano das Nações: 2013 - 2º Lugar